# Antigo Hospital Português
Antigo Hospital Português é um hospital fundado em 16 de setembro de 1866 pela Real Sociedade Portuguesa de Beneficência, localizado em Monte Serrat, no município de Salvador, capital do estado da Bahia.
Atualmente, o prédio segue sendo um hospital chamado Hospital da Sagrada Família, pertencente a iniciativa privada, porém tendo uma quantidade leitos destinado ao Sistema Único de Saúde (SUS).
No ano de 2002, o prédio do hospital passou pelo processo do tombamento histórico junto ao Instituto do Patrimônio Artístico e Cultural da Bahia (IPAC), órgão de conservação de histórica e memorial do estado da Bahia.

## História
A construção do Antigo Hospital Português foi iniciada no ano de 1864, no século XIX, ano que marca o início da Guerra do Paraguai - guerra entre Brasil e o país vizinho Paraguai. A obra foi financiada pela Rela Sociedade Portuguesa de Beneficência, para tornar-se o Hospital Português da cidade de Salvador. O prédio é localizado no bairro de Monte Serrat em Salvador.
As obras foram concluídas no ano de 1866, sendo inaugurada em 16 de setembro do mesmo ano. A construção do hospital foi voltas especialmente para atender aristocratas adoentados e inválidos, prestando uma série de atendimentos médicos no hospital.
No ano de 1938, o prédio foi colocado à venda e adquirido pela Congregação das Irmãs Franciscanas Hospitaleiras da Imaculada Conceição. Os atendimentos passaram a ser prestado pelas freiras que serviam a instituição hospitalar, trabalhando nas mais diversas áreas do hospital: enfermagem, cozinha, lavanderia, costura. Com a profissionalização da enfermagem e o aumento da complexidade dos leitos, posteriormente a instituição passou a contratar enfermeiros formados em cursos superiores. No casarão foram construídos, o Convento da Sagrada Família e posteriormente a Sede da Província de Santa Cruz.